# 3,7 cm Flak M42
37-мм зенітна гармата Flak M42 (нім. 3,7-cm-Flak M42) — німецька автоматична зенітна гармата, морська версія штатної 37-мм зенітної гармати Flak 36/37, що широко використовувалися сухопутними військами Третього Рейху під час Другої світової війни. Корабельна версія встановлювалась на надводних кораблях Крігсмаріне та як M42U на підводних човнах типу VII та IX. Ця модифікація надійшла на озброєння німецьких ВМС восени 1943 року. 37-мм зенітна гармата призначалася для боротьби з літаками, що летять на невеликих висотах (1500-3000 метрів) зі швидкістю 540—600 км/год, і для боротьби з наземними броньованими цілями.
Випускався в одноствольний версії та у спарених установках. З огляду на прийняття на озброєння тільки в середині 1944 року, велика програма переозброєння надводних кораблів була виконана лише частково. На переданих по репарації після закінчення Другої світової війни кораблях, автоматична гармата Flak M42 зберігалася до самого списання останнього німецького есмінця в 1958 році.

## Порівняльна таблиця 37-мм зенітних гармат часів Другої світової війни
| Країна          | Гармата                                               | Скорострільність | Маса снаряда | Сумарний залп |
| --------------- | ----------------------------------------------------- | ---------------- | ------------ | ------------- |
| Третій Рейх     | 37-мм зенітна гармата Flak M42                        | 250              | 0,635-0,7 кг | 109 кг        |
| Третій Рейх     | 37-мм зенітна гармата SKC/30                          | 30               | 0,74 кг      | 22,2 кг       |
| Франція         | 37-мм автоматична зенітна гармата Modèle 1925         | 15-21            | 0,72 кг      | 10,8-15,12 кг |
| Італія          | 37 mm/54 Breda Mod. 1932/1938/1939                    | 60-120           | 0,82 кг      | 49,2-98,4 кг  |
| США             | 37-мм автоматична зенітна гармата M1                  | 120              | 0,87 кг      | 104,4 кг      |
| СРСР            | 37-мм автоматична зенітна гармата зразка 1939 (61-К)  | 80               | 0,73 кг      | 58,4 кг       |
| Велика Британія | 40-мм корабельна гармата Vickers QF 2 pounder Mark II | 115              | 0,91 кг      | 104,6 кг      |
| Швеція          | 40-мм автоматична гармата Bofors L60                  | 120              | 0,9 кг       | 108 кг        |